# Brahmachari

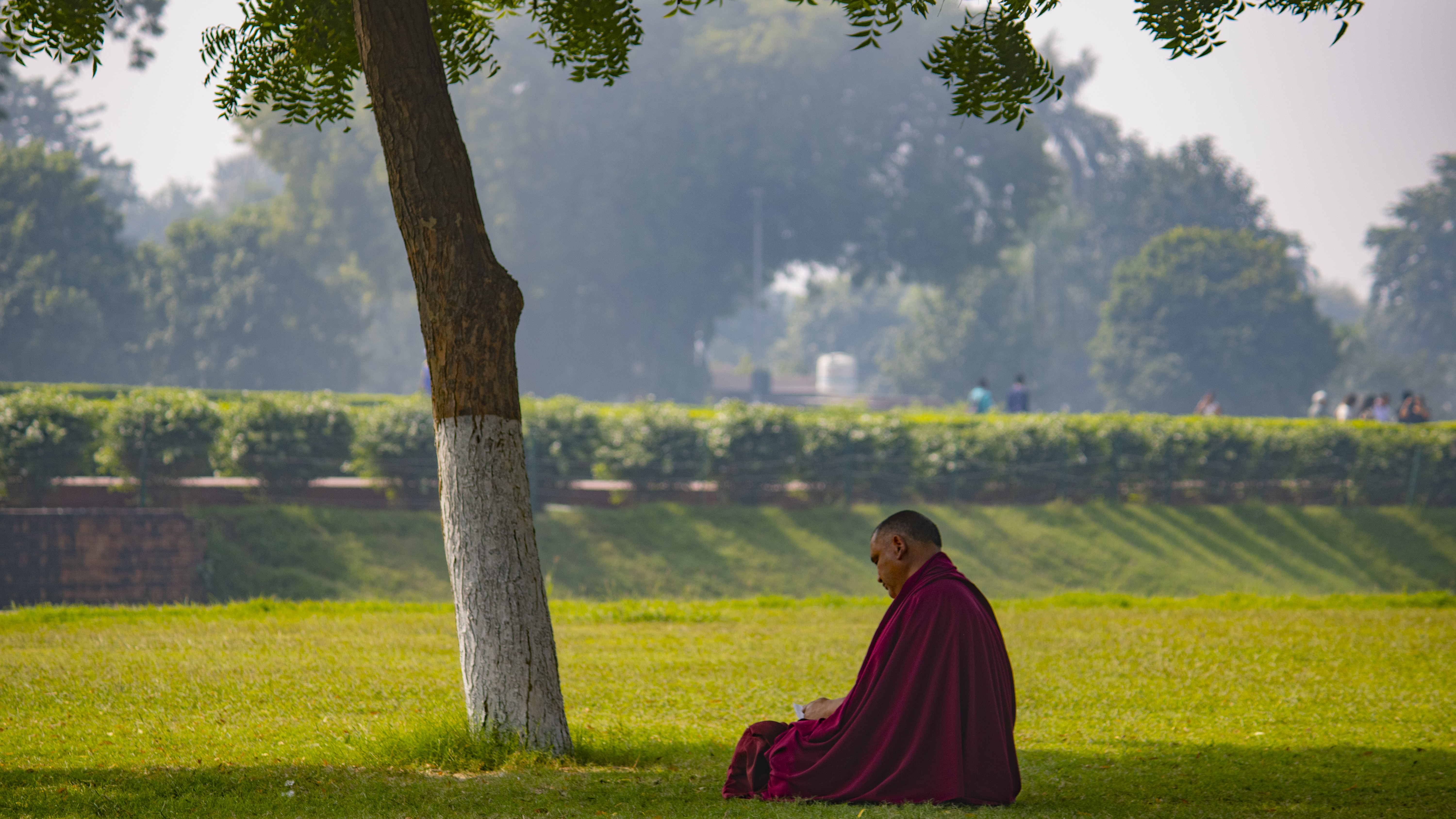
Monje budista en la ciudad de Sarnath (India).

Un brahmachari es el practicante de brahmacharia, un concepto dentro de las religiones indias que literalmente significa ‘conducta coherente con el Brahman’ o ‘en el camino del Brahman.
El brahmacharí es un monje célibe que se dedica a estudiar de memoria las escrituras sagradas hindúes (como el Bhagavad guita) y vive en el guru-kula (‘la casa del maestro espiritual’).

## Etimología
Popularmente la brahmacharia se conoce como la etapa de estudio en la vida de un hinduista religioso, aunque literalmente ―en sánscrito― significa ‘el que se mueve con Dios’, siendo 
- Brahman: ‘lo que se expande’ (Dios); y
- charia: ‘que se mueve con’.

En el hinduismo no se debe confundir el Bráhman (la Luz Divina) con Brahmá, el dios creador del universo, de cuatro cabezas.
- Se pronuncia ˌbrɑːməˈtʃɑːrj según las reglas del AFI (alfabeto fonético internacional);
- Se escribe ब्रह्मचर्य en letra devanagari;
- Se escribe ব্রহ্মচর্য en letra bengalí

## Abstinencia sexual
En yoga, hinduismo y budismo generalmente se refiere a brahmacharya como un estilo de vida caracterizado por la abstinencia sexual.
Según algún autor occidental, brahmacharia sería algo diferente al concepto occidental de «celibato», pues no se enfoca tanto en el no participar en actividades sexuales, sino más bien es solo una herramienta o medio utilizado, cuando un varón ha trascendido o está en proceso de trascender su “chitta” (uno de los tres términos del nikaya para referirse a la mente) mediante la práctica del ascetismo.

## Brahmacharia en el hinduismo
En el contexto del hinduismo, la brahmacharia es el primero de los cuatro áshramas (las cuatro etapas en la vida de un individuo), siendo asociado principalmente con los brahmanes o sacerdotes hinduistas.
En algunas de las órdenes monásticas, un brahmachari es también un monje que aún no ha hecho los votos finales de sannyasa, es decir, aún no es swami. Tradicionalmente viste en ropas de color amarillo. Puede usar su primer nombre o también utilizar ya el nombre que ha escogido para su vida como sannyasi o swami.
El maestro espiritual  recomienda a su discípulo brahmachari que cuando termine sus estudios se case, y adopte la vida de grijastha (casado) religioso.

### Cuatro etapas en la vida de un hinduista
El brahmacharia es una de las cuatro áshram, que son:
1. brahmacharia (estudiantado célibe)
2. garhasthia (el griha-stha ‘está en la casa’, es un hombre casado)
3. vanaprastha (‘vive en el bosque’, a veces con la esposa) y
4. sannyasa (‘completa renuncia’, preparándose para morir).

## Brahmacharia en el yoga de Occidente
En la versión occidental del yoga, el celibato no es obligatorio para un brahmachari. Ni tan siquiera tiene que ver con si una persona está casada (o sea, si es la cabeza de una familia); sino que está enfocado en el estudio y aprendizaje de las escrituras y sabiduría Hindú. 
En cambio, en la India antigua, el matrimonio venía después del término de la etapa de estudio del brahmachari.